# دورو ناستاسه
دورو ناستاسه (رومانیایی: Doru Năstase؛ ‏ تلفظ رومانیایی: [ˈdoru nəsˈtase]؛ ‏ ۲ فوریهٔ ۱۹۳۳ – ۲۹ آوریل ۱۹۸۳) کارگردان فیلم، بازیگر و فیلم‌نامه‌نویس اهل رومانی بود.

## گزیده فیلم‌شناسی
از فیلم‌هایی که وی در آن نقش داشته‌است، می‌توان به رز زرد، ولاد تسپش و میهائیل، سگ سیرک اشاره کرد.